# Martina (Byzanz)
Martina (mittelgriechisch Μαρτίνα; * um 595; † nach September 641 auf Rhodos) war die Nichte und zweite Ehefrau des oströmischen Kaisers Herakleios.

## Leben
Martina war die Tochter von Herakleios’ Schwester Maria. Nach dem Tod seiner ersten Frau Fabia am 13. August 612 heiratete Herakleios wohl noch 613 (nach anderen Angaben erst um 622) die erheblich jüngere Martina und erhob sie zur Augusta (Kaiserin). Die Heirat setzte Herakleios dem Vorwurf des Inzests aus (die Ehe widersprach auch sowohl weltlichem wie kirchlichem Recht), weshalb der Kaiser von kirchlicher Seite teilweise getadelt wurde, sich aber dennoch durchsetzte. Es scheint sich auch tatsächlich um eine Liebesheirat gehandelt zu haben. Das Paar hatte jedenfalls mindestens neun Kinder: die Söhne Konstantin (?), Fabius, Theodosius, Heraklonas, David Tiberios und Martinos sowie die Töchter Augustina, Anastasia (und/oder Martina) und Febronia. Fabius und Theodosius kamen behindert zur Welt, was als Strafe Gottes für die inzestuöse Ehe gewertet wurde.
Martina war eine zielstrebige und ehrgeizige Frau. Nach dem Tod des Kaisers im Jahr 641 strebte sie die Herrschaft für ihren Sohn Heraklonas und sich selbst an. Sie war angeblich auch für den frühen Tod ihres Stiefsohns Herakleios Konstantin verantwortlich, jedenfalls übte sie anschließend gemeinsam mit Heraklonas die Regierungsgewalt aus. Beide wurden jedoch nach wenigen Monaten gestürzt (die Angaben schwanken zwischen September 641 und Januar 642), verstümmelt (ihr wurde die Zunge abgeschnitten, ihm die Nase) und ins Exil auf die Insel Rhodos geschickt. Die Nachfolge trat Herakleios’ Enkel Konstans II., der Sohn des Herakleios Konstantin, an.